# 港北駅 (北海道)
港北駅（こうほくえき）は、北海道苫小牧市沼ノ端にあった苫小牧港開発が運営していた貨物線の貨物駅。新苫小牧駅から2.750km。

## 駅概要
明野川を挟んだ日高本線の向かい側にあった駅。数本の側線が存在した。
1980年頃から日本製紙勇払工場で生産された紙製品が、当駅で有蓋貨車に積み込まれ飯田町駅へ輸送されていた。その後1994年（平成6年）にコンテナによる輸送に置き換わり、発駅も苫小牧駅に変更になり廃止になった。
また、開業時から1997年（平成9年）まで、駅西側にある北海道曹達苫小牧工場に至る専用線があり、化学薬品を扱いタンク車が乗り入れていた。

## 歴史
- 1979年（昭和54年）7月10日 開業。
- 1998年（平成10年）4月1日 休止。
- 2001年（平成13年）3月31日 廃止。

## 1985年時の常備貨車
- 旭川塩酸販売所有
  - タム5000形（塩酸専用）1両
- 山陽国策パルプ所有
  - タキ5400形（液化塩素専用）3両
- ソーダニッカ所有
  - タキ2600形（カセイソーダ液専用）2両
  - タキ2800形（カセイソーダ液専用）1両
  - タキ4200形（カセイソーダ液専用）5両
  - タム9400形（塩酸専用）1両
  - タキ5000形（塩酸専用）2両
  - タキ5050形（塩酸専用）2両
  - タキ18300形（液体ポリ塩化アルミニウム専用）2両
  - タキ5450形（液化塩素（航送用）専用）17両
- 北海道曹達所有
  - タキ5000形（塩酸専用）2両
  - タキ4200形（カセイソーダ液専用）19両
  - タキ5400形（液化塩素（航送用）専用）3両
  - タキ5450形（液化塩素（航送用）専用）30両
  - タキ18300形（液体ポリ塩化アルミニウム専用）1両
- 保土谷化学工業所有
  - タキ21300形（塩素酸ソーダ液専用）1両

「昭和60年版私有貨車番号表」『トワイライトゾーンMANUAL13』ネコ・パブリッシング、2004年

## 現在の駅周辺
- 沼ノ端中央公園
- 北海道曹達苫小牧工場

## 隣の駅
苫小牧港開発
苫小牧港開発株式会社線
一本松駅 - 港北駅 - 港南駅